# Токаті (округ)
О́круг Тока́ті (яп. 十勝総合振興局, とかちそうごうしんこうきょく, МФА: [tokat͡ɕi̥ soːgoː ɕinkoːkʲoku̥]) — округ префектури Хоккайдо в Японії. Центральне місто округу — Обіхіро. 
Заснований 1 квітня 2010 року шляхом реорганізації О́бласті Тока́ті (яп. 宗谷支庁, そうやしちょう, МФА: [tokat͡ɕi̥ ɕi̥t͡ɕoː]). Остання була заснована 1937 року шляхом перейменування О́бласті Каса́й.

## Адміністративний поділ
- Обіхіро
- Повіт Асьоро: Асьоро - Рікубецу
- Повіт Камікава (Токаті): Сімідзу - Сінтоку
- Повіт Касай: Мемуро - Нака-Сацунай - Сарабецу
- Повіт Като: Камі-Сіхоро - Отофуке - Сікаой - Сіхоро
- Повіт Накаґава (Токаті): Ікеда - Макубецу - Тойокоро - Хомбецу
- Повіт Токаті: Урахоро
- Повіт Хіроо: Тайкі - Хіроо

## Найбільші міста
Міста з населенням понад 10 тисяч осіб:
| № | Місто    | Населення, осіб (2009) |
| - | -------- | ---------------------- |
| 1 | Обіхіро  | 168975                 |
| 2 | Отофуке  | 44913                  |
| 3 | Макубецу | 27316                  |
| 4 | Мемуро   | 19401                  |
| 5 | Сімідзу  | 10404                  |